# Prix littéraires 2008
Liste des prix littéraires décernés au cours de l'année 2008 :

## Prix internationaux
- Prix Nobel de littérature : J. M. G. Le Clézio (France)[1]
- Prix européen de littérature : Tankred Dorst (Allemagne)
- Prix des cinq continents de la francophonie : Hubert Haddad (Tunisie) pour Palestine
- Prix de littérature francophone Jean Arp : Anise Koltz (Luxembourg)
- Prix SACD de la dramaturgie francophone :  Gerty Dambury (France) pour Trames
- Grand prix de littérature du Conseil nordique : Naja Marie Aidt (Danemark) pour Bavian
- Grand prix littéraire d'Afrique noire : Jean Divassa Nyama (Gabon) pour La Vocation de dignité. Mention spéciale : Jag, alias Lydie Itsouomb (Cameroun) pour Un homme à tout prix.
- Prix littéraire international de Dublin : Rawi Hage (Canada) pour De Niro's Game (Parfum de poussière)
- Prix Carbet de la Caraïbe et du Tout-Monde :  Simone Schwarz-Bart et André Schwarz-Bart  (France) pour l'ensemble de leur œuvre
- Prix Tropiques : Charif Majdalani (Liban) pour Caravansérail
- Neustadt International Prize for Literature : Patricia Grace (Nouvelle-Zélande)
- Prix commémoratif Astrid-Lindgren : Sonya Hartnett (Australie)[2]

## Allemagne
- Prix Georg-Büchner : Josef Winkler (Autriche)[3]
- Prix Friedrich Hölderlin (Bad Homburg) : Ror Wolf

## Belgique
- Prix Victor-Rossel : Contes carnivores de Bernard Quiriny
- Prix Victor-Rossel des jeunes : Voyage de Luca de Jean-Luc Outers
- Prix Jean Muno : Mathématiques congolaises de In Koli Jean Bofane
- Prix littéraires de la Communauté française de Belgique :
  - Prix de la première œuvre : Circuit de Charly Delwart
  - Prix triennal du théâtre : Moi, Michèle Mercier, 52 ans, morte de Marie Henry
  - Prix de la traduction littéraire : Philip Mosley
  - Prix du rayonnement des lettres à l'étranger : Emmanuel Khérad
  - Prix Renaissance de la Nouvelle : Ultimes Vérités sur la mort du nageur de Jean-Yves Masson
- Prix Marcel Thiry : Contes carnivores de Bernard Quiriny
- Prix Farniente : Les Virus de l'ombre de Hicham Charif (le 15 mars)

## Chili
- Prix national de Littérature : Efraín Barquero (es) (1931-)

## Canada
- Grand prix du livre de Montréal : Catherine Mavrikakis pour Le Ciel de Bay City
- Prix Athanase-David : Suzanne Jacob
- Prix du Gouverneur général :
  - Catégorie « Romans et nouvelles de langue anglaise » : Nino Ricci pour The Origin of Species
  - Catégorie « Romans et nouvelles de langue française » : Marie-Claire Blais pour Naissance de Rebecca à l'ère des tourments
  - Catégorie « Poésie de langue anglaise » : Jacob Scheier pour More to Keep Us Warm
  - Catégorie « Poésie de langue française » : Michel Pleau pour La Lenteur du monde
  - Catégorie « Théâtre de langue anglaise » : Catherine Banks pour Bone Cage
  - Catégorie « Théâtre de langue française » : Jennifer Tremblay pour La Liste
  - Catégorie « Études et essais de langue anglaise » : Christie Blatchford pour Fifteen Days: Stories of Bravery, Friendship, Life and Death from Inside the New Canadian Army
  - Catégorie « Études et essais de langue française » : Pierre Ouellet pour Hors-temps: Poétique de la posthistoire
- Prix Giller : Joseph Boyden pour Through Black Spruce (Les Saisons de la solitude)
- Prix littéraire France-Québec : Christine Eddie pour Les Carnets de Douglas
- Prix littéraire Québec-France Marie-Claire-Blais : L'Atlantique sud de Jérôme Tonnerre
- Prix Robert-Cliche : Danielle Trussart pour Le Train pour Samarcande

## Corée du Sud
- Prix de l'Association des poètes coréens : Won Gusik pour 마돈나를 위하여
- Prix Daesan
  - Catégorie « Poésie » : Kim Hyesoon pour Votre premier
  - Catégorie « Roman » : Gu Hyo-seo pour Papa Nagasaki
  - Catégorie « Drame » : Jung Bokgeun pour 짐
  - Catégorie « Critique » : Kim Inhwan pour 의미의 위기
- Prix Dong-in : Jo Kyung-ran pour J’avais acheté des ballons
- Prix de littérature contemporaine (Hyundae Munhak)
  - Catégorie « Poésie » : Lee Seong-bok pour 기파랑을 기리는 노래―나무인간 강판권
  - Catégorie « Roman » : Kim Kyung-uk pour 99%
  - Catégorie « Drame » : Kim Mi-hyun pour 수상한 소설들―한국 소설의 이기적 유전자
- Prix Gongcho : Cho Oh-hyun pour 아지랑이
- Prix Jeong Ji-yong : Kim Cho-hye pour 마음화상
- Prix Kim Soo-young : Yeo Tae-cheon pour Balançoire
- Prix Manhae : Lee Eo-ryeong, catégorie « Littérature »
- Prix Midang : Song Chanho pour 가을
- Prix Poésie contemporaine : Jang Seog-won pour 赤記(적기)
- Prix de poésie Sowol : Chung Keut-byeo pour 크나큰 잠
- Prix Yi Sang : Kwon Yeo-sun pour Croire en l'amour

## Danemark
- Prix Hans Christian Andersen : Jürg Schubiger (Suisse)[4]

## Espagne
- Prix Cervantes : Juan Marsé[5]
- Prix Prince des Asturies : Margaret Atwood
- Prix Nadal : Francisco Casavella, pour Lo que sé de los vampiros
- Prix Planeta : Fernando Savater, pour La hermandad de la buena suerte
- Prix national des Lettres espagnoles : Juan Goytisolo
- Prix national de Narration : Juan José Millás, pour El mundo
- Prix national de Poésie : Joan Margarit i Consarnau, pour Casa de Misericordia
- Prix national d'Essai : Justo Beramendi González (es), pour De provincia a nación. Historia do nacionalismo galego
- Prix national de Littérature dramatique : Miguel Romero Esteo (es), pour Pontifical
- Prix national de Littérature infantile et juvénile : Agustín Fernández Paz (es) (1947-), pour O único que queda é o amor — écrit en galicien.
- Prix Adonáis de Poésie : Rogelio Guedea (es) (Mexique), pour Kora
- Prix Anagrama : Gustavo Guerrero (Venezuela), pour Historia de un encargo : "La catira" de Camilo José Cela
- Prix Loewe : Cristina Peri Rossi (Uruguay), pour PlayStation
- Prix de la nouvelle courte Casino Mieres : Inés Marful Amor, pour Cuatro Cuentos de Amor y el Intocable Absurdo
- Prix d'honneur des lettres catalanes : Montserrat Abelló i Soler (poète et traductrice)
- Prix national de littérature de la Generalitat de Catalogne : Joan Margarit i Consarnau
- Journée des lettres galiciennes : Xosé Álvarez Blázquez
- Prix de la critique Serra d'Or : 
  - Pere Ballart, pour El riure de la màscara, essai.
  - Margalida Pons i Jaume (ca), pour Textualisme i subversió: formes i condicions de la narrativa experimental catalana (1970-1985), étude littéraire.
  - Antoni Vidal Ferrando (ca), pour L'illa dels dòlmens, roman.
  - Jordi Llavina (ca), pour Diari d'un setembrista, recueil de poésie.
  - Pau Joan Hernàndez (ca), pour la traduction de Les Bienveillantes, de Jonathan Littell.

## États-Unis
- National Book Award : 
  - Catégorie « Fiction » : Peter Matthiessen pour Shadow Country
  - Catégorie « Essais» : Annette Gordon-Reed pour  The Hemingses of Monticello: An American Family
  - Catégorie « Poésie » : Mark Doty pour Fire to Fire: New and Selected Poems
- Prix Agatha : 
  - Catégorie « Meilleur roman » : Louise Penny, pour A Fatal Grace
  - Catégorie « Meilleure nouvelle » :
- Prix Hugo :
  - Prix Hugo du meilleur roman : Le Club des policiers Yiddish (The Yiddish Policemen's Union) par Michael Chabon
  - Prix Hugo du meilleur roman court : Tous assis par terre (All Seated on the Ground) par Connie Willis
  - Prix Hugo de la meilleure nouvelle longue : Le Marchand et la Porte de l'alchimiste (The Merchant and the Alchemist's Gate) par Ted Chiang
  - Prix Hugo de la meilleure nouvelle courte : Ligne de marée (Tideline) par Elizabeth Bear
- Prix Locus :
  - Prix Locus du meilleur roman de science-fiction : Le Club des policiers yiddish (The Yiddish Policemen's Union) par Michael Chabon
  - Prix Locus du meilleur roman de fantasy : Monnayé (Making Money) par Terry Pratchett
  - Prix Locus du meilleur roman pour jeunes adultes : Lombres (Un Lun Dun) par China Miéville
  - Prix Locus du meilleur premier roman : Le Costume du mort (Heart-Shaped Box) par Joe Hill
  - Prix Locus du meilleur roman court : After the Siege par Cory Doctorow
  - Prix Locus de la meilleure nouvelle longue : The Witch's Headstone par Neil Gaiman
  - Prix Locus de la meilleure nouvelle courte : A Small Room in Koboldtown par Michael Swanwick
  - Prix Locus du meilleur recueil de nouvelles : The Winds of Marble Arch and Other Stories par Connie Willis
- Prix Nebula :
  - Prix Nebula du meilleur roman : Pouvoirs (Powers) par Ursula K. Le Guin
  - Prix Nebula du meilleur roman court : The Spacetime Pool par Catherine Asaro
  - Prix Nebula de la meilleure nouvelle longue : Orgueil et Prométhée (Pride and Prometheus) par John Kessel
  - Prix Nebula de la meilleure nouvelle courte : Trophy Wives par Nina Kiriki Hoffman
- Prix Pulitzer :
  - Catégorie « Fiction » : Junot Diaz pour The Brief Wondrous Life of Oscar Wao (La Brève et Merveilleuse Vie d'Oscar Wao)
  - Catégorie « Biographie et Autobiographie » : John Matteson pour Eden's Outcasts: The Story of Louisa May Alcott and Her Father
  - Catégorie « Essai » : Saul Friedländer pour The Years of Extermination: Nazi Germany and the Jews, 1939–1945 (L'Allemagne nazie et les Juifs. Les années d'extermination, 1939-1945)
  - Catégorie « Histoire » : Daniel Walker Howe pour What Hath God Wrought: The Transformation of America, 1815-1848 (Ce que Dieu a forgé: Transformation de l'Amérique, 1815-1848)
  - Catégorie « Poésie » : Robert Hass pour Time and Materials et Philip Schultz pour Failure
  - Catégorie « Théâtre » : Tracy Letts pour August: Osage County (Un été à Osage County)

## Finlande
- Prix Aleksis-Kivi : non décerné
- Prix Kalevi-Jäntti : Riku Korhonen pour Lääkäriromaani, Sofi Oksanen pour Puhdistus
- Prix Eino-Leino : Eeva Luotonen
- Prix de la littérature de l'État finlandais : Rakel Liehu pour Bul bul
- Prix littéraire de la ville de Tampere : Jari Tervo pour Troikka
- Prix Tollander : Klaus Törnudd
- Prix Rudolf-Koivu : non décerné
- Prix Topelius : Annika Luther pour Brev till världens ände
- Prix Mikael-Agricola : Annikki Suni
- Médaille Anni-Swan : non décerné
- Prix d'écriture Juhana-Heikki-Erkko : Jouni Tikkanen
- Médaille Kiitos kirjasta : Sirpa Kähkönen pour Lakanasiivet
- Prix Arvid-Lydecken : Markku Kaskela pour Puistolan vihreät kunnaat
- Prix Kaarle : Satu Manninen pour Sateeseen unohdettu saari[6]
- Prix Pehr-Evind-Svinhufvud : Panu Rajala pour Unio Mystica - Mika Waltarin elämä ja teokset
- Prix du grand club du livre finlandais : Sofi Oksanen, Laila Hirvisaari, Kaari Utrio,  Juha Itkonen[7]
- Prix Pirkanmaan-Plättä : Timo Parvela pour Ella ja seitsemän törppöä
- Prix Pääskynen : Reetta Saine
- Prix Atorox : Susi Vaasjoki pour Taruntekijä
- Prix Finlandia : Sofi Oksanen pour Puhdistus
- Prix Pikku-Finlandia : Harri Mäcklin
- Prix Tieto-Finlandia : Marjo T. Nurminen (fi) pour Tiedon tyttäret
- Prix Lea : Laura Ruohonen pour Sotaturistit
- Prix Tähtivaeltaja : Richard Matheson pour Je suis une légende
- Prix de l'ours dansant : Catharina Gripenberg pour Ta min hand, det vore underligt
- Prix littéraire Helsingin-Sanomat : Katri Lipson pour Kosmonautti
- Prix du livre chrétien de l'année : Tauno Väinölä
- Prix Laivakello : Mika Wickström
- Prix Finlandia Junior : Esko-Pekka Tiitinen pour Villapäät
- Prix Runeberg : Hannele Mikaela Taivassalo pour Fem knivar hade Andrej Krapl
- Prix Vuoden johtolanka : Marko Kilpi pour Jäätyneitä ruusuja
- Prix Kaarina-Helakisa : Tarmo Koivisto
- Prix Nuori Aleksis : Juha Itkonen pour Kohti
- Prix Waltari : Sofi Oksanen

## France
- Prix Goncourt : Atiq Rahimi pour Syngué sabour. Pierre de patience, éd. P.O.L.
  - Prix Goncourt des lycéens :
  - Prix Goncourt du premier roman : Corps volatils de Jakuta Alikavazovic
- Prix Médicis : Là où les tigres sont chez eux de Jean-Marie Blas de Roblès
  - Prix Médicis étranger : Un garçon parfait d'Alain Claude Sulzer (Suisse)
  - Prix Médicis essai : Warhol Spirit de Cécile Guilbert
- Prix Femina : Où on va, papa ? de Jean-Louis Fournier
- Prix Renaudot : Le Roi de Kahel de Tierno Monénembo[8]
- Prix Interallié : Le Premier Principe - Le Second Principe de Serge Bramly
- Grand prix du roman de l'Académie française : La Dernière Conférence de Marc Bressant
- Grand prix de littérature de la SGDL : Lumière du rat de Patrick Grainville
- Grand prix de la francophonie : Lide Tan
- Prix des Deux Magots : Quelque chose à cacher de Dominique Barbéris
- Prix de Flore : La Meilleure Part des hommes de Tristan Garcia
- Prix du roman Fnac : Là où les tigres sont chez eux de Jean-Marie Blas De Roblès
- Prix France Culture-Télérama : Et mon cœur transparent de Véronique Ovaldé
- Prix du Livre Inter : Henry Bauchau pour Le Boulevard périphérique
- Grand prix RTL-Lire : Le Village de l'Allemand de Boualem Sansal
- Prix Jean-Monnet de littérature européenne du département de la Charente : Danièle Sallenave pour Castor de guerre[9]
- Grand Prix de Poésie de la SGDL : Poésie de l'aimance d'Abdelkébir Khatibi
- Prix des libraires : No et moi de Delphine de Vigan
- Prix Décembre : Zone de Mathias Enard
- Grand prix des lectrices de Elle :
- Prix Maison de la Presse : Le Montespan de Jean Teulé
- Prix du Roman populiste : Rumba de Jean-Luc Marty
- Prix du Quai des Orfèvres :
- Prix Maurice-Genevoix :
- Prix Octave-Mirbeau : Ohama crimes de Michel Bussi
- Prix Roger-Nimier : Cercle de Yannick Haenel
- Prix du Roman arabe : Comme si elle dormait d'Elias Khoury (traduit par Rania Samara)
- Grand Prix Roman de l'été Femme Actuelle : Le Cercle du silence de David Hepburn
- Prix des Romancières : La Femme du monstre de Jacques Expert
- Prix Alain-Fournier :  Puisque l'amour dure de Laurence Tardieu
- Prix Antonin-Artaud : Ingrès de Patrick Wateau
- Prix Ciné Roman Carte Noire : L'Hiver indien de Frédéric Roux
- Prix Russophonie : Joëlle Dublanchet pour la traduction des livres Pathologies de Zakhar Prilepine (éditions des Syrtes) et de L'Année du mensonge d’Andreï Guelassimov (éditions Actes Sud), ex æquo
- Prix mondial Cino Del Duca : Mario Vargas Llosa, (Pérou / Espagne), pour l’ensemble de son œuvre.
- Prix Amélie-Murat : Aux arbres penchés d'Émeric de Monteynard
- Prix RFO du livre : Patrick Chamoiseau pour Un dimanche au cachot

## Italie
- Prix Strega : Paolo Giordano, La solitudine dei numeri primi (Mondadori)
- Prix Bagutta : Andrej Longo Dieci (Adelphi)
- Prix Bancarella : Valerio Massimo Manfredi, L'Armée perdue
- Prix Campiello : Benedetta Cibrario, Rossovermiglio
- Prix Napoli : Diego De Silva, Non Diego avevo capito niente (Einaudi)
- Prix Raymond-Chandler : Alicia Giménez Bartlett
- Prix Scerbanenco : Paola Barbato pour À mains nues (Mani nude) (Rizzoli)
- Prix Stresa : Andrea Fazioli, L'uomo senza casa - (Guanda)
- Prix Viareggio :
  - Roman : Francesca Sanvitale, L'inizio è in autunno
  - Essai : Miguel Gotor, Aldo Moro. Lettere dalla prigionia
  - Poésie : Eugenio De Signoribus, Poesie. (1976 - 2007)
  - Première œuvre : non attribué

## Monaco
- Prix Prince-Pierre-de-Monaco : Jérôme Garcin

## Norvège
- Prix Brage :
  - Catégorie « Fiction pour adultes » : Per Petterson pour Jeg forbanner tidens elv
  - Catégorie « Livre pour les enfants et la jeunesse » : Johan Harstad pour Darlah – 172 timer på månen
  - Catégorie « Livre de non-fiction » : Bjørn Westlie pour Fars krig
  - Catégorie « Ouverte » : Øyvind Rimbereid pour Herbarium (Poésie)
  - Catégorie « Prix d'honneur » : Kjartan Fløgstad

## Royaume-Uni
- Prix Booker : Aravind Adiga pour The White Tiger (Le Tigre blanc)
- Prix James Tait Black :
  - Fiction : Sebastian Barry pour The Secret Scripture (Le Testament caché)
  - Biographie : Michael Holroyd pour A Strange Eventful History
- Orange Broadband Prize for Fiction : Rose Tremain pour The Road Home (Retour au pays)
- Prix John-Llewellyn-Rhys : The Secret Lifr of Words d’Henry Hitchings (en)
- Médaille Carnegie : Philip Reeve pour Arthur, l'autre légende
- Prix Rose-Mary-Crawshay : Helen Small (en) pour The Long Life
- Prix Somerset-Maugham : Gwendoline Riley pour Joshua Spassky

## Russie
- Prix Bolchaïa Kniga : Vladimir Makanine pour Asan
- Prix Booker russe : Mikhaïl Elizarov pour Le Bibliothécaire

## Suisse
- Prix Lipp Suisse : Daniel Maggetti pour Les créatures du Bon Dieu
- Prix Ahmadou-Kourouma : Nimrod, pour Le Bal des princes (Actes Sud).